# El Guijo
El Guijo település Spanyolországban, Córdoba tartományban. El Guijo Torrecampo, Dos Torres és Almodóvar del Campo községekkel határos. Lakosainak száma 346 fő (2024).

## Népesség
A település népessége az elmúlt években az alábbi módon változott:
| Lakosok száma | 389  | 392  | 404  | 413  | 419  | 382  | 365  | 355  | 349  | 346  |
|               | 2001 | 2004 | 2006 | 2009 | 2011 | 2014 | 2016 | 2019 | 2021 | 2024 |